# Below the Deadline (film fra 1921)
Below the Deadline er en amerikansk stumfilm fra 1921 af J.P. McGowan.

## Medvirkende
- J.B. Warner som Joe Donovan
- Lillian Biron som Alice Elliot
- Bert Sprotte som Buck Elliot
- Robert Anderson